# Крестовникова, Варвара Антоновна
Варвара Антоновна Крестовникова (1888 — 1975) — советский учёный-микробиолог, доктор медицинских наук (1938), профессор (1939). Заслуженный деятель науки РСФСР (1942).

## Биография
Родился 26 августа 1888 года в Москве.
В 1914 году окончила Санкт-Петербургский женский медицинский институт и работала специалистом бактериологом в Императорском Томском университете. С 1915 по 1918 годы заведовала лабораторией Инфекционного госпиталя Союза городов в Новобелице. 
С 1923 года работала научным сотрудником, с 1938 года — научным руководителем, с 1953 года — заведующая Отделом микробиологии в НИИ вакцин и сывороток имени И. И. Мечникова, B. А. Крестовникова опубликовала свыше ста научных работ, в том числе три монографии, посвященных диагностике, лечению и профилактике инфекционных болезней, в частности изучению природы микробных антигенов, токсинов, антимикробного и антитоксического иммунитета, а также микробиологии злокачественных опухолей.
Под руководством В. А. Крестовниковой было подготовлено около шестидесяти диссертаций, в том числе семи докторских. В. А. Крестовникова состояла членом Учёного совета Министерства здравоохранения СССР и РСФСР, членом Сывороточновакцинной и Санитарно-эпидемиологической комиссий Министерства здравоохранения РСФСР, членом секции Комитета по государственным премиям в области науки и изобретательства при Совете Министров СССР.

## Награды
- Орден Ленина
- Орден Знак Почёта

### Звания
- Заслуженный деятель науки РСФСР (1942)